# Йована Тренчевска
Йована Тренчевска (на македонска литературна норма: Јована Тренчевска) е северномакедонска социоложка и политик, министър на труда и социалната политика на Северна Македония от 16 януари 2022 година.

## Биография
Родена е в 1969 година в Струмица, тогава във Федерална Югославия, днес в Северна Македония. Завършва Социологическия институт към Философския факултет на Скопския университет, където получава и магистърска степен. От 2003 година работи в Министерството на труда и социалната политика като съветничка за полово равенство в сектора за равни възможности, а в 2018 година е назначена за ръководителка на сектора. От 2018 до 2020 годсина е държавен секретар в Министерството на труда и социалната политика, а от 2020 година е директор на Държавния инспекторат за труда. Тя е една от основателките на Форума на жените на Социалдемократическия съюз на Македония и е член на изпълнителния му комитет.
На 16 януари 2022 година Тренчевска е избрана за министър на труда и социалната политика в правителството на Димитър Ковачевски.